# سيدني مورين
سيدني مورين (بالإنجليزية: Sidney Morin)‏ هي لاعبة هوكي الجليد أمريكية، ولدت في 6 يونيو 1995 في مينيتونكا في الولايات المتحدة.

## وصلات خارجية
- سيدني مورين على موقع EliteProspects.com (الإنجليزية)
- سيدني مورين على موقع أوليمبيديا (الإنجليزية)